# Florida (subte de Buenos Aires)
Florida es una estación de la línea B de la red de subterráneos de la Ciudad de Buenos Aires. Se encuentra ubicada debajo de la avenida Corrientes en su intersección con la calle Florida, en el barrio de San Nicolás. Está a más de 350 metros de la estación Lavalle de la línea C aunque no tiene combinación.
Posee una tipología subterránea con una plataforma central y dos vías. Un vestíbulo superior con cuatro accesos, escaleras mecánicas, baños y locales comerciales.

## Historia
La sección del entonces Subterráneo Lacroze que llegó a la estación Leandro N. Alem fue inaugurada el 1 de diciembre de 1931, pero por complicaciones en las obras la estación Florida demoró su apertura dos semanas más.
En 1957 la estación sufrió un incendio que provocó el cierre de tres de sus cuatro bocas de acceso durante varios meses.

## Decoración
En el andén norte de la estación se encuentra un mural de Mariano Imposti Indart realizado en 1998 sobre la historieta argentina Patoruzú. En 2015 se intervinieron andenes, columnas y paredes con diseños de la artista Genoveva Fernández.

## Hitos urbanos
Se encuentran en las cercanías de esta:
- Embajada de Bolivia
- Consulados de Samoa y Jordania
- Escuela Primaria Común N.º 13 Gral. San Martín
- Escuela Secundaria N.º 46
- Centro Cultural de España en Buenos Aires
- Museo Mitre
- Palacio Elortondo Alvear
- Biblioteca y Centro Administrativo Documental del SEDRONAR
- Círculo de la Policía Federal Argentina
  - Museo de la Policía Federal Argentina
- El Bar Notable The Brighton

## Galería de Imágenes

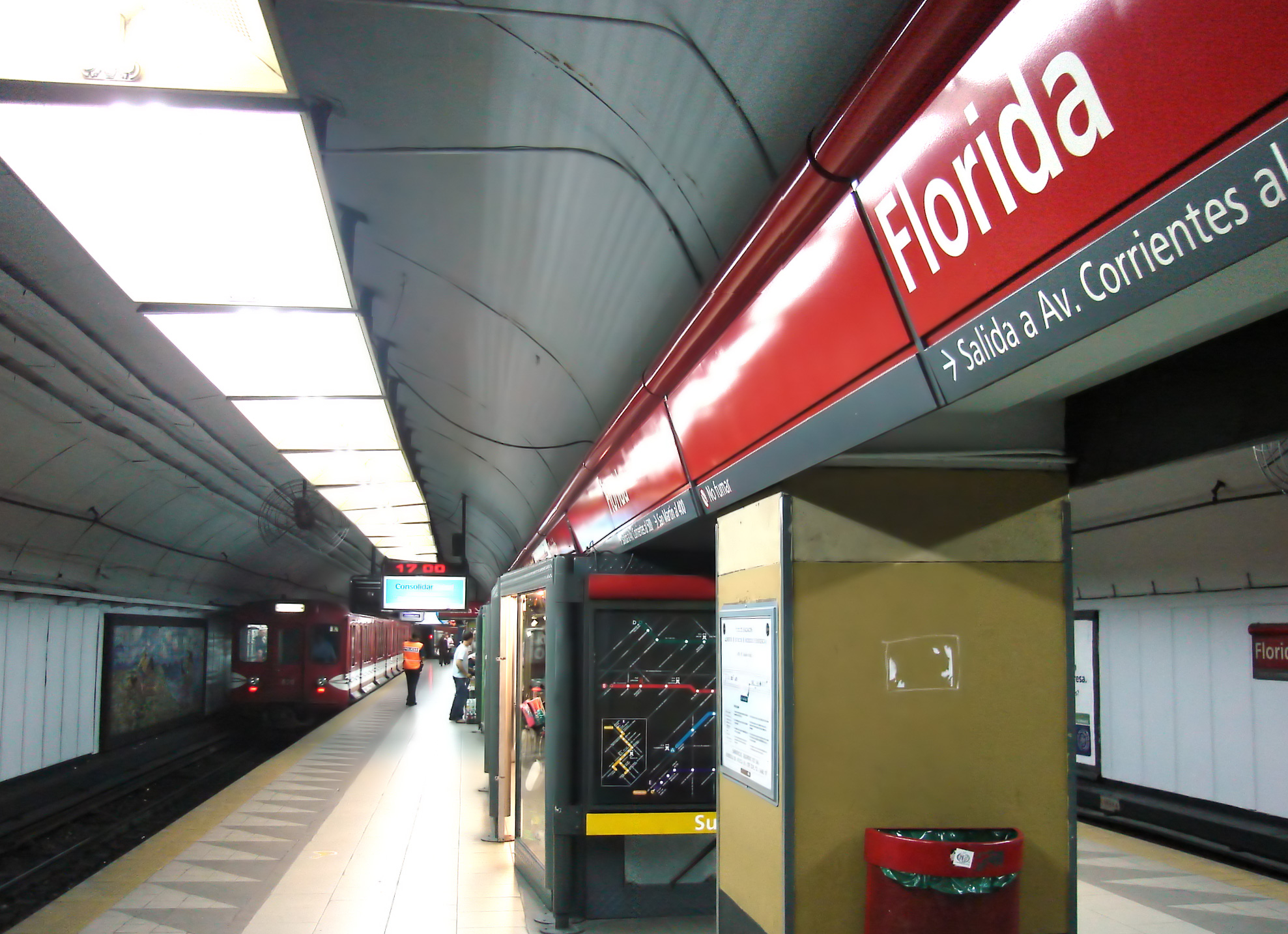
La estación en 2006
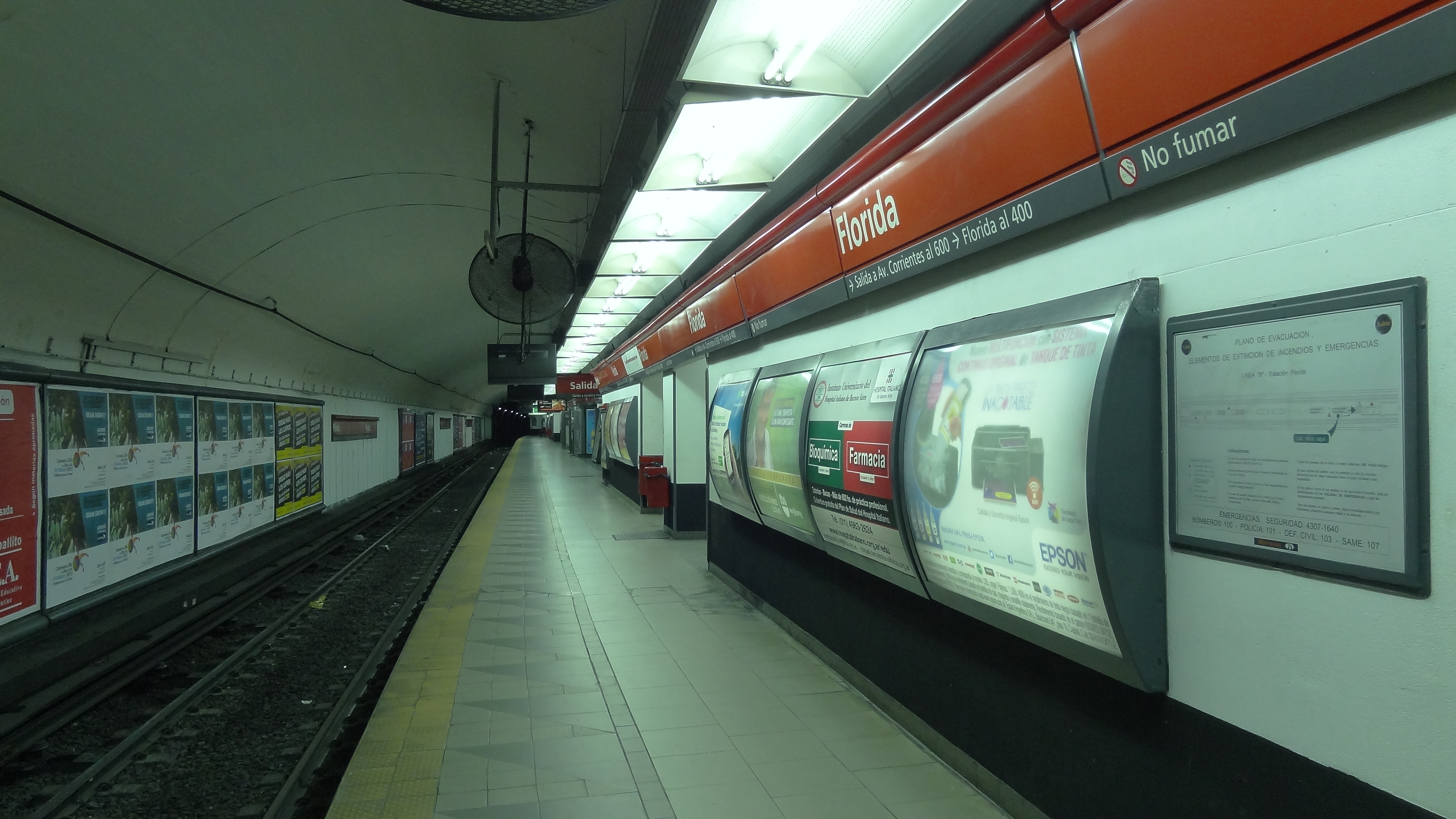
Estación Florida, andén hacia Leandro N. Alem en 2013
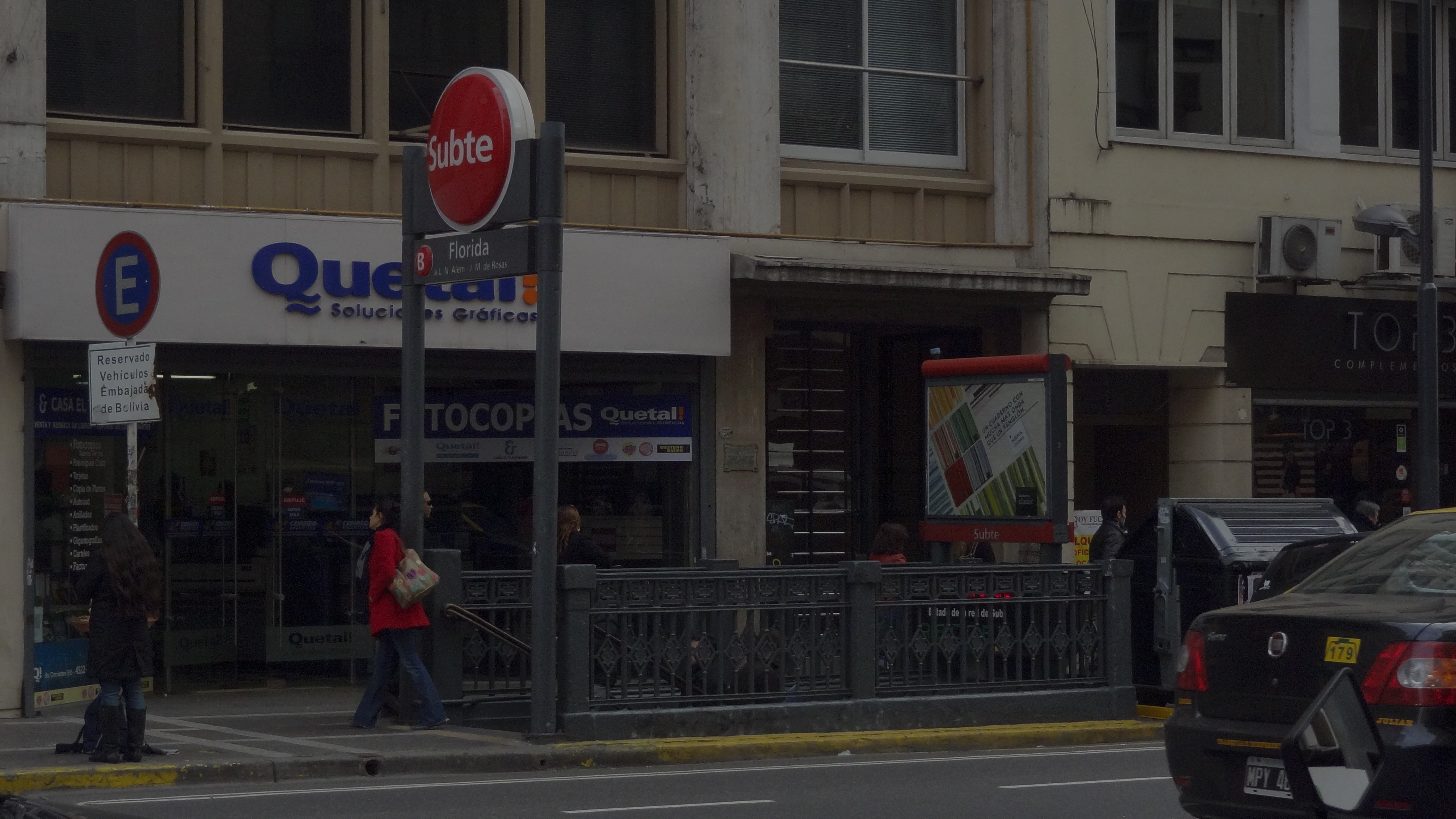
Acceso sobre la av. Corrientes, 2014
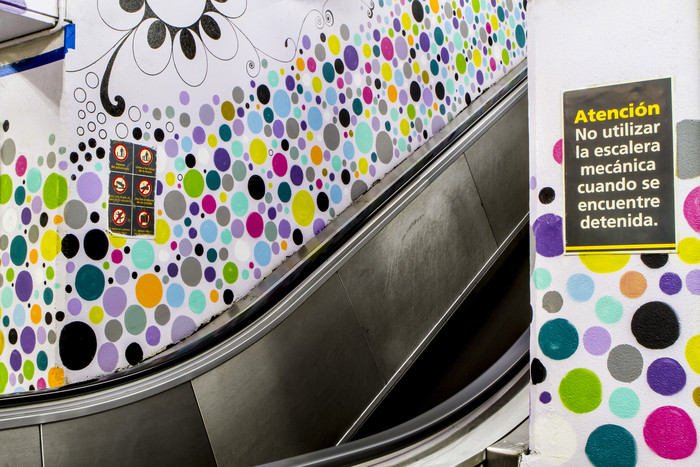
Intervención artística en la estación, en 2015
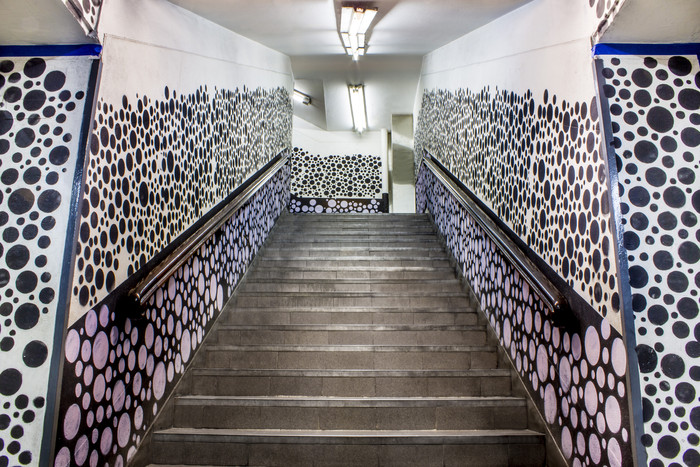
Intervención artística en la estación, en 2015